# 佐野喜智平
佐野 喜智平（さの きちへい、1904年（明治37年） - 1979年（昭和54年））は、日本の実業家。粕壁宿で慶長年間創業15代400年の老舗伊勢屋当主。

## 略歴
佐野喜智平は1904年（明治37年）、埼玉縣南埼玉郡粕壁町 に生まれる。旧制縣立粕壁中學校を1922年（大正11年）に卒業後、老舗伊勢屋に勤務。1934年（昭和9年）に伊勢屋代表取締役社長を継承した。
戦後の高度成長時代には、スーパーマーケット・プラスを立ち上げた。1968年（昭和43年）に伊勢屋代表取締役会長に就任した。
氏は、1970年代に将来移転予定の春日部薬草園の跡地に、文化施設を提案。および、粕壁三枚橋の薬草園の隣接地に商業施設を誘致した。
また所有する土地を春日部市の再開発に供し、古利根公園橋の文字は氏の夫人が揮毫するなど、春日部市の発展に数々の貢献をした人物である。
1979年（昭和54年）にそれらの完成を見ることなく永眠(享年75歳)したが、それらは後の1980年代に、文化施設・春日部市民文化会館、春日部市立図書館、古利根公園橋、 商業施設・ロビンソン百貨店などとして結実し、後世の春日部市に功績を遺した。

## 粕壁佐野家住宅
- 江戸～明治／土蔵造本瓦葺2階建・10棟

古利根川南岸上の、旧日光街道粕壁宿に面する。慶長以来伊勢屋の屋号で荒物問屋を営んだ商家で，屋敷全体を土蔵造りとする。 店舗は土蔵造り黒漆喰塗りの切妻本瓦葺2階建てとし，桁行8間，梁間6間で，正面に一間の庇が付く。主屋は、店舗北に接続した木造本瓦葺平屋建で、二列六間取り4畳・6畳・8畳の座敷を配し、座敷まわりに縁廊下を廻す。店舗をはじめ、主屋、袖蔵、表門、裏門、湯殿、離れ、茶室および築山池泉庭園のほか、土蔵群が軒をつらね、黒塀が屋敷地を取り囲む。当地でも大型の土蔵造町家であった。

## 参考図書・外部リンク
- 『図録・春日部市の歴史』
- 『春日部市史　近世史料編』
- 春日部郷土資料館
- 埼玉県立歴史と民俗の博物館

| スタブアイコン | サブスタブ | この項目は、まだ閲覧者の調べものの参照としては役立たない、人物に関連した書きかけの項目です。この項目を加筆・訂正などしてくださる協力者を求めています（P:人物伝/PJ:人物伝）。 |